# Eleonora van Montmorency
Eleonora van Montmorency (ca. 1529 – Luik, 17 maart 1585) was de derde gravin van Hoogstraten en vrouwe van Kortessem.
Haar vader was Joseph van Montmorency en haar moeder Anna van Egmont. Joseph en Anna krijgen vier kinderen: Filips, Floris, Eleonora en Maria.
Ze huwde in 1560 met Antoon II van Lalaing in Weert. Ze kregen drie kinderen: Willem Antoon (1563-1590), de vierde graaf van Hoogstraten, Filips Herman, provoost te Nijvel en kanunnik te Luik en Karel. Na de dood van Willem van Lalaing ging het graafschap Hoogstraten over naar diens tweejarige zoon Antoon III van Lalaing, die onder voogdij werd gesteld van zijn oom Karel. Door oorlogsperikelen duurde het tot 1609 eer Antoon III officïeel werd ingehuldigd als vijfde graaf van Hoogstraten.
Zij was de zus van graaf van Hoorne, die in juni 1568 onthoofd werd. Graaf Antoon II de Lalaing sloot zich aan bij het leger van Willem van Oranje en stierf in december 1568 aan een verwonding die hij zelf had opgelopen. In 1568 werd het kasteel te Hoogstraten verbeurd verklaard en ging het over in Spaanse handen. In 1576 werd het teruggegeven bij de Pacificatie van Gent.

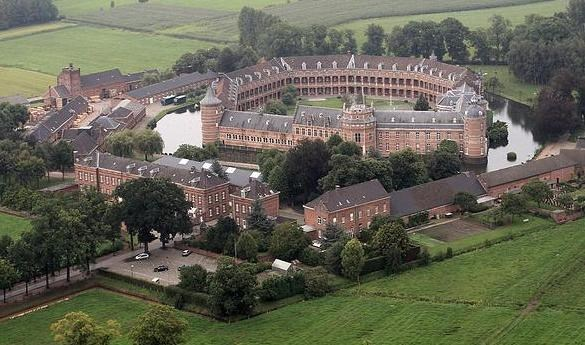
Kasteel van Hoogstraten (luchtfoto 2016)

Na de dood van haar man en van haar twee broers, Philips (1568) en Floris (1570) vraagt ze op 22 januari 1571 de heerlijkheden Kortessem en Bocholt in leen. Het leen Bocholt werd haar beleend, maar op de belening van Kortessem kwam protest. Zij maakte er aanspraak op als erfgename van Philips en Floris, maar de heerlijkheid maakte geen feitelijk deel uit van de goederen van Hoorne. Op 26 oktober 1573 verschijnt op het hof van justitie van Kortessem Werner van Amstenroye om bezit te nemen van de heerlijkheid Kortessem. Op 19 februari 1574 verschijnt Eleonora van Montmorency voor het kapittel van Sint-Pieter te Kortessem om negen uur in de voormiddag. De leden van het kapittel aanvaardden haar bede en waren bereid haar eed af te leggen bij het hoofdaltaar van de kerk. Daarna werden de klokken geluid zodat het volk bij het plein voor de kerk samenkwam. Daar legde zij een gelofte af voor het volk. Op 12 februari 1580 komt Kortessem in het bezit van Walburgis van Niewenaar. Zij is de weduwe van Floris van Montmorency. Op 15 januari 1618 komen de heerlijkheden Kortessem en Bocholt toe aan Karel van Lalaing, de derde zoon van Eleonora van Montmorency.

## Loden grafkist
In 1972 werd bij werkzaamheden een loden grafkist gevonden aan het hoogkoor van de Sint-Pieterskerk van Kortessem. Aan de binnenkant van het deksel stond een Latijnse tekst. De vrije vertaling van die tekst luidt als volgt: "Dit is het lichaam van de eens zeer bekende dame, Eleonora van Montmorency, die toen zij 56 jaar geleefd had, drie zonen en twee dochters achterliet, haar geschonken door de zeer bekende en illustere heer Antoon van Lalaing, graaf van Hoogstraten, met haar verenigd in een tweede huwelijk. Zij overleed te Luik op 17 maart 1585."

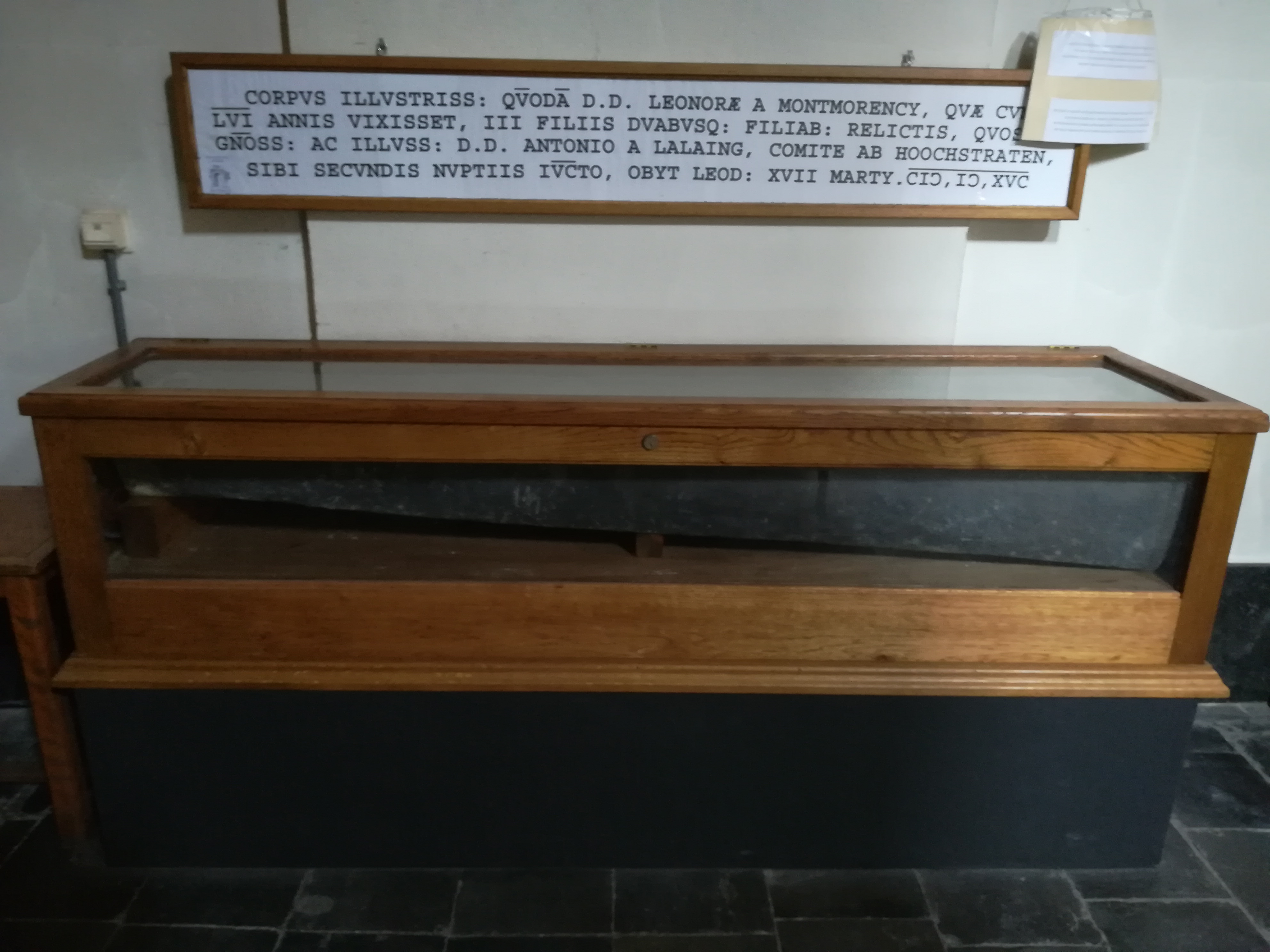
Grafkist van Eleonora van Montmorency in de kerk van Kortessem.

## Vereeuwigd in een glasraam
In de Sint-Katharinakerk van Hoogstraten is een glasraam van Antoon II de Lalaing en Eleonora van Montmorency, van glaskunstenaar Jean-Baptiste Capronnier ((1888-1890) - neorenaissance). Een kopie van een glasraam van Mathijs Claas tussen 1560-1568. Bij het origineel glasraam was het afgebeelde koppel dus nog in leven. Volgens Helbig bleef de oorspronkelijke compositie behouden.

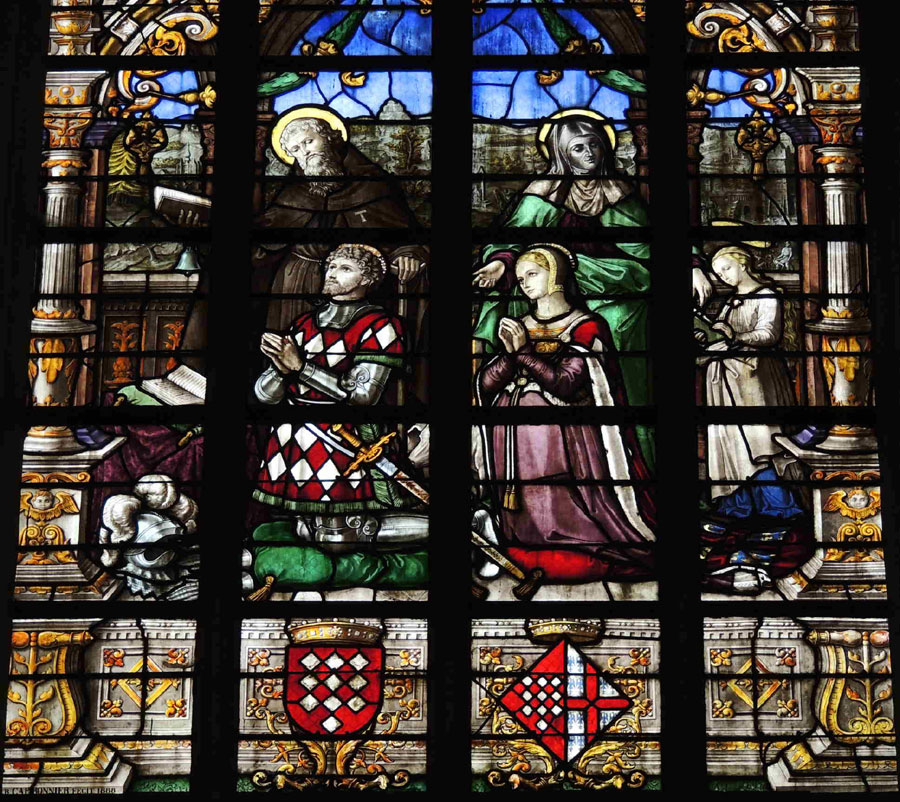
Glasraam van Antoon II de Lalaing en Eleonora van Montmorency, Sint-Katharinakerk van Hoogstraten